# Hadiérem
A Hadiérem (németül: Kriegsmedaille) egy osztrák-magyar katonai kitüntetés volt, amelyet I. Ferenc József 1873. december 2-án, uralkodása 25. évfordulóján alapított. A Hadiérmet azok kaphatták meg, akik katonaként részt vettek a Ferenc József uralkodása alatt vívott háborúkban. Az adományozás 1848-ig visszamenőlegesen is történt.

## Története
A kitüntetés alapítása I. Ferenc József uralkodásának 25. évfordulójához kapcsolódott. A jubileum napján, 1873. december 2-án, Bécsben kibocsátott hadseregparancs ezekkel a szavakkal vezette be az új elismerést: 
Uralkodásom idejének egy negyedszázada találja ma szivemnek jól eső nyilvánítások közt befejeztetését. 
 Számos és nehéz harczok esnek ezen időszakba, melyekben hadseregem és haditengerészetem a hőslelkü vitézségnek s az ingathatlan hűségnek fényes bizonyítványait adák. 
 Óhajtásom : mindazokat, kik bárminő rangban és minőségben ezen kor harczaiban részt vettek, egy látható jelvény által megtisztelőleg kitüntetni.
A Hadiérmet az alábbi háborúkban és hadjáratokban való részvétellel lehetett kiérdemelni: 
- 1848-1849 magyar forradalom és szabadságharc, itáliai forradalmak
- 1859 szárd–francia–osztrák háború
- 1864 porosz–osztrák–dán háború
- 1866 porosz–osztrák háború
- 1869 dalmát felkelés

Az alapítás utáni években a következő konfliktusokban részt vevő katonáknak adományozták a kitüntetést: 
- 1878 Bosznia-Hercegovina okkupációja
- 1882 hercegovinai, délboszniai és dalmáciai felkelés
- 1900-1901 boxerlázadás

Bár 1916-ban készült belőle hadifém változat, illetve 1918-ban tervezték a IV. Károly képmásával ellátott változatot, az I. világháborús hadiévekért nem adományoztak Hadiérmet.

## A kitüntetés leírása

A Hadiérem hátlapja

Az érem 36 mm átmérőjű, bronzból készült, előlapján I. Ferenc József jobb profilból ábrázolt, babérkoszorúval koronázott portréja látható. A peremen az alábbi, német nyelvű felirat olvasható: FRANZ JOSEPH I. KAISER V. ÖSTERREICH, KÖNIG V. BÖHMEN ETC. APOST. KÖNIG V. UNGARN (I. Ferenc József, Ausztria császára, Csehország királya stb., Magyarország apostoli királya). A hátlapon, babér-, és tölgykoszorúval övezve az alapítás dátuma olvasható: 2. DECEMBER 1873. A szalag 40 mm széles, külalakja a Vitézségi Éremével egyezett, de sárga alapszínnel és fekete mintázattal.

## További információk

A Hadiérmet jelölő piktogram a tiszti névkönyvekben